# 任陈晋
任陳晉（1689年—1766年），字似武，號後山，亦稱以齋，江蘇興化人。
初从祖母外家姓，故入江都籍。雍正四年（1726年），乡举第六名。乾隆四年成（1739年）进士。通籍后，归宗兴化，复本姓。少工文，见重于孙勷、王汝骧辈，后究心注疏，尤邃于羲经。日坐小楼玩易，虽家人罕见其面。任徽州府教授。徽士多通经者，晋至，老师、宿儒莫不心服。有《燕喜堂（初、续）文稿》《后山诗集》，所著《易象大意存解》，收入《四库全书》。道光十三年（1833年），任陈晋、任大椿同入祀乡贤祠。